# 954 V-STATION
『954 V-STATION』（きゅうごーよんヴィステーション）は、2005年10月から2006年4月にかけて存在した、TBSラジオにおけるアニラジを放送する枠の総称。俗称として「Vステーション」や「Vステ」との呼び名があった。

## 概要
放送時間は毎週土曜日の25時から26時30分（JST）。この時間帯では以前からラジオ大阪の制作した番組を流していたが、本枠ではラジオ大阪では流されない番組も設置されていた。

## タイムテーブル
- 25:00 - 25:29
  - 酒井香奈子のかなえて!シャイニング☆ドリーム（2005年10月8日 - 2006年4月1日、TBSラジオ制作）
- 25:30 - 25:59
  - 新鬼武者プロジェクトプレゼンツ 赤鬼のパンツ!青鬼のパンツ!（2005年4月9日 - 2006年4月1日、2005年10月より内包）
- 26:00 - 26:29
  - ミエノのタタキ!ヒトミ添え（2005年10月1日 - 2006年1月7日）
  - ハード ハート ビート（2006年1月14日 - 2006年4月1日）